# Esbjerg (stacja kolejowa)
Esbjerg - stacja kolejowa w Esbjerg, w Danii. Znajdują się tu 2 perony. Stację otwarto w 1874 z instalacją portu Esbjerg. Obecny budynek został zaprojektowany przez Heinricha Wencka i został otwarty w 1904 roku. 
W 2008 istnieje kilka tras i operatorów, na przykład: DSB i Arriva.